# 長崎県道42号平戸生月線

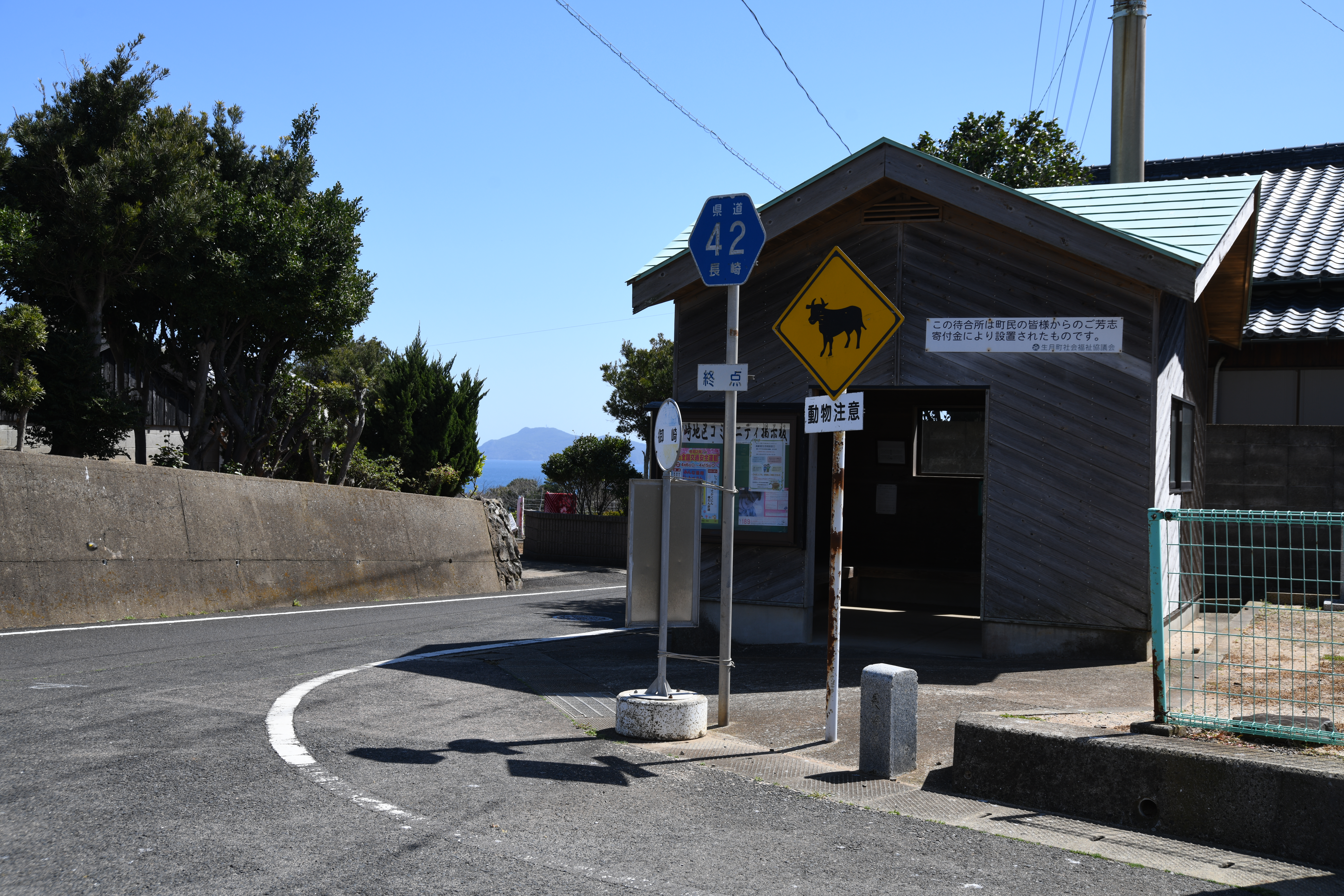
終点（平戸市生月町御崎）

長崎県道42号平戸生月線（ながさきけんどう42ごう ひらどいきつきせん）は、長崎県平戸市を通る県道（主要地方道）である。

## 概要
平戸市主師町から平戸市生月町御崎（生月島）に至る。
生月大橋は本道の有料道路として供用されていたが、2010年（平成22年）4月1日より無料開放された。
平戸島内の区間はごくわずかで、実質的には生月大橋と生月島内を走る県道である。
生月大橋（旧生月大橋有料道路）を渡って生月島に入り、舘浦漁港の前を通って舘浦交差点で左折し、緩斜面の集落を通って島の中心部の生月町壱部浦を経て、島の北部へ向かう（舘浦交差点で直進して海沿いを走る方が道幅も広く、壱部浦へは近いが、この道は県道ではない）。終点の生月町御崎には県道の終点を示す標識があり、生月島最北端の大バエ灯台は、終点からさらに1 kmほど北へ進んだ先にある。
塩俵断崖など生月島の観光施設に接続しているが、途中に道幅が少し狭い区間がある。

### 路線データ
- 起点：平戸市主師町（長崎県道19号平戸田平線交点）
- 終点：平戸市生月町御崎
- 総延長：14.1 km

## 歴史
- 1993年（平成5年）5月11日 - 建設省から、県道平戸生月線が平戸生月線として主要地方道に指定される[1]。
- 2010年（平成22年）4月1日 - 生月大橋有料道路無料開放。

## 路線状況

### 有料道路
- 生月大橋有料道路（2010年（平成22年）4月1日より無料開放）

### 道路施設

#### 橋梁
- 生月大橋（平戸市）

#### 道の駅
- 生月大橋（平戸市）

## 地理

### 通過する自治体
- 平戸市

### 交差する道路
| 交差する道路           | 交差する場所 | 交差する場所 |
| ---------------------- | ------------ | ------------ |
| 長崎県道19号平戸田平線 | 主師町       | 起点         |

### 沿線
- 舘浦漁業協同組合
- 平戸市立生月中学校
- 平戸市立生月病院
- 平戸市役所 生月支所
- 生月郵便局